# 會津鐵道

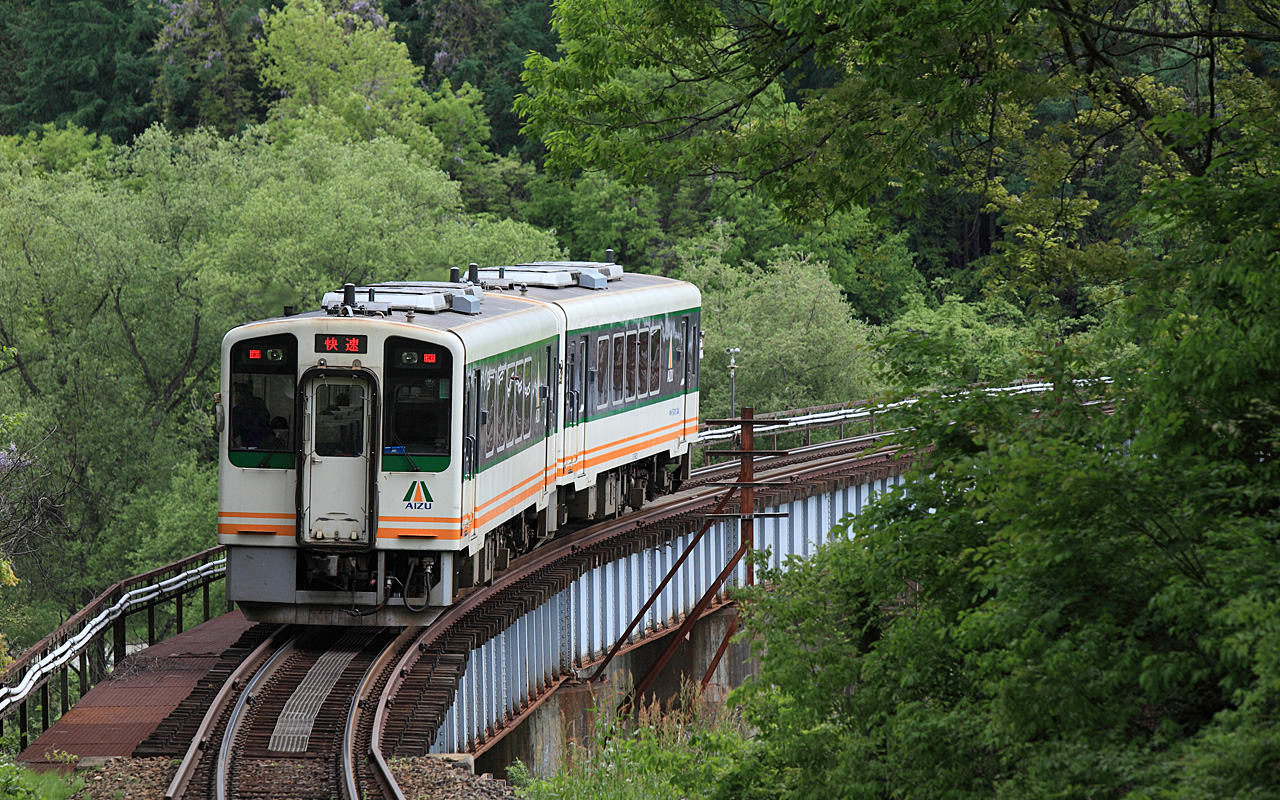
行駛在會津線上的會津山地特快號列車（AIZU尾瀬エクスプレス号，2013年後改名「會津山地特快號」）。

會津鐵道股份有限公司（日語：会津鉄道株式会社），簡稱會津鐵道，是一家總公司設於福島縣會津若松市的日本第三部門鐵路公司，主要是為了繼承原日本國有鐵道（國鐵）所屬的會津線之營運，而在1986年時由路線所在地的福島縣與會津地方17個市村町政府，及當地部分企業及個人共同出資設立。
會津線是會津鐵道所經營的唯一一條鐵路線，自西若松至會津高原尾瀨口，沿線共21座車站、總長57.4公里。該路線上所行駛的列車班次，有部分是與JR東日本、野岩鐵道與東武鐵道進行直通運行，以便提供會津地區往返東京首都圈便利的運輸服務。

## 路線
| 中文線名 | 日文線名 | 起點   | 終點           | 距離（公里） |
| -------- | -------- | ------ | -------------- | ------------ |
| 會津線   |          | 西若松 | 會津高原尾瀨口 | 57.4         |

## 使用車輛

#### 現役車輛
- AT-350型柴聯車
- AT-400型柴聯車
- AT-500型柴聯車
- AT-600型柴聯車
- AT-700型柴聯車

## 外部連結
- 會津鐵道官方網站 （页面存档备份，存于）（日語）